# Nadstępka

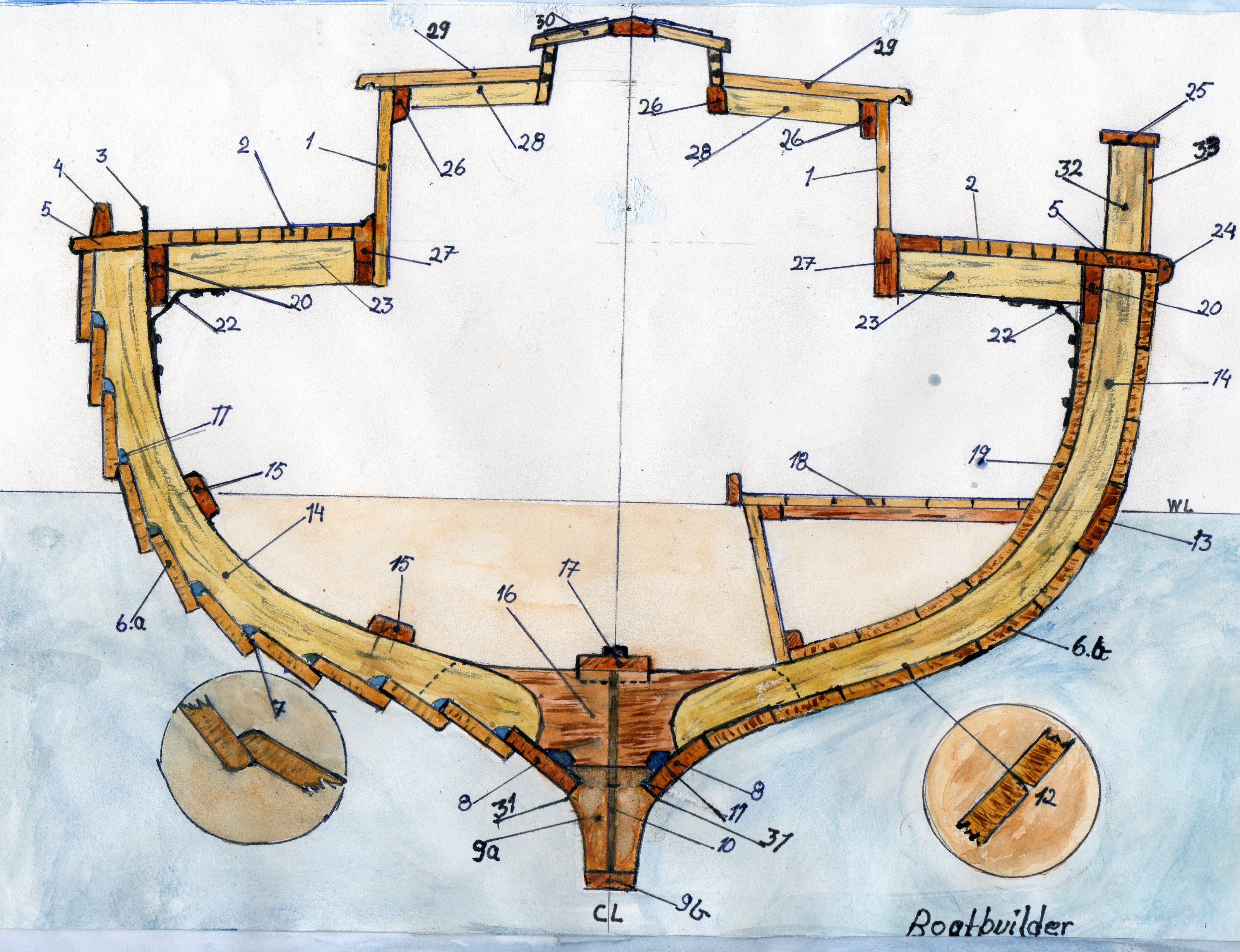
Przekrój kadłuba. Nadstępka oznaczona numerem 17

Nadstępka (kilson, stępka wewnętrzna) - element szkieletu żaglowca, belka przymocowana od góry do stępki na części jej długości, mająca rozłożyć na większym obszarze obciążenia wynikające z nacisku kolumny masztu na dno kadłuba. W nadstępce znajduje się otwór, w który wchodzi pięta masztu (lub jej czop), lub też zamocowane jest do niej gniazdo masztu.
Do nadstępki, podobnie jak do stępki, mocuje się od góry denniki. Mogą być w niej również osadzone łby sworzni podtrzymujących balast zewnętrzny.